# Lac Norman

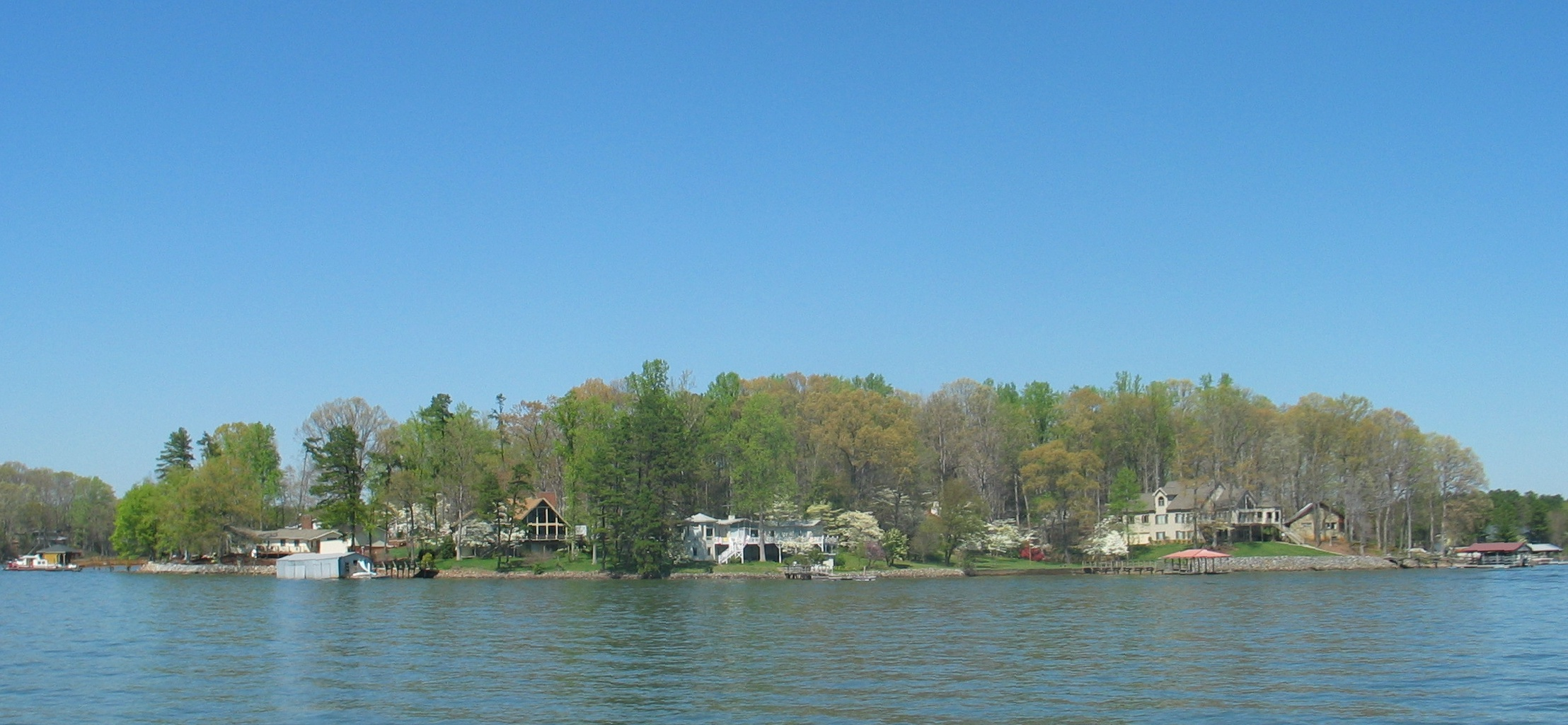
Berges du Lac Norman

Le lac Norman est un lac artificiel situé au nord de Charlotte en Caroline du Nord.
Il a été créé entre 1959 et 1964 par la construction d'un barrage géré par la société Duke Energy, et il s'étend sur 132 km2. Son nom vient du prénom de l'ancien président de Duke Energy, Norman Atwater Cocke. Sur sa rive sud se trouve la Centrale nucléaire de McGuire.
Un parc national a été créé sur la rive nord,.